# Peter Dahl
Peter Dahl (født 14. februar 1948) er en dansk tidligere fodboldspiller, der spillede for Akademisk Boldklub, Hvidovre IF, Rot-Weiss Essen, Lierse S. K. og Hannover 96.
Han spillede tre kampe og scorede to mål for Danmarks U/21-fodboldlandshold og spillede otte kampe og scorede to mål for Danmarks fodboldlandshold.